# Lājānī
Lājānī (persiska: لاجانی) är en ort i Iran.   Den ligger i provinsen Västazarbaijan, i den nordvästra delen av landet, 600 km väster om huvudstaden Teheran. Lājānī ligger 1 774 meter över havet och antalet invånare är 241.
Terrängen runt Lājānī är kuperad österut, men västerut är den platt. Terrängen runt Lājānī sluttar brant västerut. Runt Lājānī är det ganska tätbefolkat, med 108 invånare per kvadratkilometer. Närmaste större samhälle är Gerdīk, 7,2 km sydväst om Lājānī. Trakten runt Lājānī består i huvudsak av gräsmarker.